# Андоні Гойкоечеа Оласкоага
Андоні Гойкоечеа Оласкоага (ісп. Andoni Goikoetxea Olaskoaga, нар. 23 травня 1956, Алонсотегі) — іспанський футболіст, що грав на позиції захисника за клуби «Атлетік Більбао» та «Атлетіко», а також національну збірну Іспанії. Був відомий агресивною і відверто грубою грою на полі, за яку отримав прізвисько М'ясник з Більбао, а 2007 року був названий англійською газетою The Times найжорсткішим захисником в історії футболу.
По завершенні ігрової кар'єри — тренер.

## Клубна кар'єра
Народився 23 травня 1956 року в місті Алонсотегі. Вихованець футбольної школи клубу «Атлетік Більбао». Дорослу футбольну кар'єру розпочав 1974 року в основній команді того ж клубу, в якій провів тринадцять сезонів, взявши участь у 369 матчах чемпіонату. Більшість часу, проведеного у складі «Атлетіка», був основним гравцем захисту команди. На початку 1980-х років двічі, в сезонах 1982/1983 і 1983/1984, виборював титул чемпіона Іспанії, а 1984 року також ставав володарем Кубка Іспанії.
1987 року перейшов до мадридського «Атлетіко», за який відіграв 3 сезони, після чого завершив професійну кар'єру футболіста.

## Виступи за збірні
1977 року залучався до складу молодіжної збірної Іспанії. На молодіжному рівні зіграв у 3 офіційних матчах, забив 1 гол.
1983 року дебютував в офіційних матчах у складі національної збірної Іспанії. Протягом кар'єри у національній команді, яка тривала шість років, провів у її формі 39 матчів, забивши 4 голи.
У складі збірної був учасником чемпіонату Європи 1984 року у Франції, де разом іспанці здобули «срібло», а сам захисник взяв участь у трьох іграх групового етапу, а за два роки — учасником чемпіонату світу 1986 у Мексиці, де грав в усіх іграх групового етапу і в матчі 1/8 фіналу.

## Стиль гри
Виступаючи на футбольному полі, відзначався непоступливістю і агресивністю гри в обороні. Нерідко стики з Гойкоечеа завершувалися травмами для суперників. Найвідомішим епізодом ігрової кар'єри гравця став підкат ззаду проти Дієго Марадони, який на той час грав за «Барселону», у вересні 1983 року, що завершився для аргентинського нападника переломом з наступною піврічною реабілітацією. Захисник «Атлетіка» пропустив значно менше, відбувшись десятиматчевою дискваліфікацією, а також отримав від англійського журналіста прізвисько «М'ясник з Більбао».
Двома роками раніше від Гойкоечеа постраждав інший нападник «Барси», німець Бернд Шустер, який після зіткнення із захисником баскської команди отримав травму коліна, від якої остаточно так і не відновився.
Ці та подібні епізоди посприяли регулярному включенню Гойкоечеа до різноманітних рейтингів найбрутальніших футболістів в історії цього спорту. Зокрема іспанець очолив подібний рейтинг, складений 2007 року англійською The Times.

## Кар'єра тренера
Розпочав тренерську кар'єру, повернувшись до футболу після невеликої перерви, 1992 року, прийнявши пропозицію очолити тренерський штаб молодіжної збірної Іспанії, в якому працював до 1996.
Паралельно під час чемпіонату світу 1994 року асистував Хав'єру Клементе у тренерському штабі основної збірної Іспанії, а у 1995 році займався підготовкою юнацької збірної U-20.
1996 року розпочав роботу на клубному рівні, очоливши тренерський штаб «Саламанки». Протягом наступних 15 років встиг попрацювати із цілою низкою іспанських клубних команд, включаючи «Расінг» (Сантандер), «Райо Вальєкано» та «Еркулес».
На початку 2013 року прийняв пропозицію очолити національну збірну Екваторіальної Гвінеї. За два роки, у січні 2015 року, лише за три тижні до старту команди на домашньому для неї Кубку африканських націй 2015, був звільнений з посади через незадовільні результати, показані збірною у товариських матчах в рамках підготовки до континентальної першості.

## Титули і досягнення
- Чемпіон Іспанії (2):

«Атлетік Більбао»: 1982/1983, 1983/1984
- Володар Кубка Іспанії (1):

«Атлетік Більбао»: 1983/1984
- Володар Суперкубка Іспанії з футболу (1):

«Атлетік Більбао»: 1984
- Віце-чемпіон Європи: 1984